# سوپریا پیلگانکار
سوپریا پیلگانکار (به انگلیسی: Supriya Pilgaonkar) (زاده ۱۷ اوت ۱۹۶۷) بازیگر هندی است.
از فیلم‌هایی که وی در آن نقش داشته‌است می‌توان به استاد لاف زدن اشاره کرد.

## فیلم‌شناسی
فهرست برخی از فیلم‌هایی که سوپریا پیلگانکار در آنها به ایفای نقش پرداخته‌است:
- استاد لاف زدن
- آواره مجنون دیوانه
- عاشقان دیوانه می‌شوند
- اعتبار
- از کجا آمده‌اید
- جنتلمن
- باران
- سکسکه
- چراغ خاموش متر روشن
- به من قسم بخور